# 1907 a tudományban
Az 1907. év a tudományban és a technikában.

## Díjak
- Nobel-díjak
  - Fizikai Nobel-díj: Albert A. Michelson
  - Fiziológiai és orvostudományi Nobel-díj: Alphonse Laveran
  - Kémiai Nobel-díj: Eduard Buchner

## Kémia
- Georges Urbain francia tudós, Carl Auer von Welsbach osztrák ásványtantudós és Charles James, amerikai vegyész egymástól függetlenül felfedezi a lutéciumot
- Leo Hendrik Baekeland feltalálja a bakelitet

## Születések
- január 20. – Manfred von Ardenne német fizikus és feltaláló († 1997)
- január 23. – Jukava Hideki elméleti fizikus, az első japán Nobel-díjas († 1981)
- március 23. – Daniel Bovet orvosi Nobel-díjas svájci-olasz gyógyszerész († 1992)
- április 15. – Nikolaas Tinbergen Nobel-díjas (megosztva) holland etológus és zoológus († 1988)
- április 18. – Lars Ahlfors finn matematikus, elsősorban Riemann-felületekkel foglalkozott († 1996)
- május 27. – Rachel Louise Carson amerikai tengerbiológus, ökológus († 1964)
- június 1. – Frank Whittle angol mérnök († 1996)
- június 25. – Johannes Hans Daniel Jensen német atomfizikus († 1973)
- szeptember 14. – Solomon Asch lengyel születésű amerikai pszichológus, az alaklélektan (gestaltpszichológia) világhírű képviselője és a szociálpszichológia egyik úttörője († 1996)
- szeptember 18. – Edwin M. McMillan megosztott kémiai Nobel-díjas amerikai fizikus († 1991)

## Halálozások
- február 2. – Dmitrij Ivanovics Mengyelejev orosz kémikus, a periódusos rendszer megalkotója (* 1834)
- február 20. – Henri Moissan Nobel-díjas francia vegyész, aki elsőként állította elő a fluort (* 1852)[1]
- március 18. – Marcellin Berthelot francia szerves- és fizikai-kémikus, tudománytörténész (* 1827)
- június 7. Edward Routh angol matematikus (* 1831)
- június 14. – Mechwart András gépészmérnök, feltaláló, a magyarországi villamosipar elindítója (* 1834)
- július 22. – Kerpely Antal magyar kohómérnök, a selmeci bányászati akadémia vaskohászattani tanszék első professzora és tanszékvezetője (* 1837)
- augusztus 13. – Hermann Carl Vogel amerikai csillagász (* 1841)
- november 22. – Asaph Hall amerikai csillagász (* 1829)
- december 17. – William Thomson (Lord Kelvin) brit matematikus, mérnök, a 19. század meghatározó fizikusa (* 1824)
- december 23. –  Jules Janssen francia csillagász, aki a Nap kromoszférájában felfedezte az akkor még ismeretlen héliumot[2] (* 1824)